# Симончини, Анита
Ани́та Симончи́ни (род. 14 апреля 1999, Монтеджардино, Сан-Марино) — сан-маринская певица. Представительница Сан-Марино на «Евровидении-2015». Представительница Сан-Марино на «Детском Евровидении — 2014» в составе группы The Peppermints.

## «Детское Евровидение — 2014»
Анита представляла Сан-Марино на «Детском Евровидении — 2014» на Мальте, в составе группы The Peppermints.
В финале 15 ноября 2014 года они выступили под номером 3, заняв 15-е место и набрав 21 балл. Больше всего баллов Сан-Марино получила от Италии (8).

## «Евровидение-2015»
Анита Симончини и Микеле Перниола были выбраны внутренним отбором и презентованы 27 ноября в ходе пресс-конференции, как представители Сан-Марино на «Евровидение-2015» в Вене с песней «Chain of Light». Это самый молодой дуэт за всю историю конкурса. 21 мая во втором полуфинале Анита и Микеле не смогли пробиться в финал, заняв 16-е (предпоследнее) место с 11 баллами, опередив лишь представительницу Швейцарии.